# Anna Czernow
Anna Czernow – tłumaczka z języka szwedzkiego. Z wykształcenia badaczka literatury dla dzieci i młodzieży oraz krytyczka literacka.  W latach 2015–2023 była prezeską Polskiej Sekcji IBBY.

## Wybrane tłumaczenia
- Złota Kerstin, Helena Hedlund, Wydawnictwo Dwie Siostry 2023, ISBN 978-83-8150-375-4
- Bułeczka ratuje świat, Sara Ohlsson, Wydawnictwo Dwie Siostry 2022, ISBN 978-83-8150-240-5
- Bułeczka i miłość, Sara Ohlsson, Wydawnictwo Dwie Siostry 2022, ISBN 978-83-8150-294-8
- Fakty o tatusiach, Oskar Kroon, Wydawnictwo Filia 2022, ISBN 978-83-8280-049-4
- Bułeczka rządzi!, Sara Ohlsson, Wydawnictwo Dwie Siostry 2021, ISBN 978-83-8150-522-2
- Jak ratowaliśmy Wigilię, Ellen Karlsson, Wydawnictwo Zakamarki 2020, ISBN 978-83-7776-206-6